# 주말엔 김윤주와
《주말엔 김윤주와》는 대한민국의 방송국 기독교방송의 라디오 채널 CBS 표준FM에서 토,일요일 오후 6시 15분 ~ 오후 7시 55분까지 방송하는 라디오 프로그램이다.

## 개요
기존에 토요일 오후 6시,주일 오후 6시 45분에 방송됐던 토요일 시사자키,은혜의 강가로가 2015년 CBS 가을개편으로 인해 폐지되고, 새로이 신설된 프로그램으로, 뉴스와 음악, 다양한 정보 등을 소개하는 프로그램이다. CBS 김윤주 아나운서가 진행한다.

## 토요일 코너
- 주말 N 뉴스(위키프레스 전민우 기자) - 1부
- 주말엔 맛기행(맛칼럼니스트 박정배) - 2부

## 같이 보기
- CBS 표준FM

| CBS 표준FM               |                               |                                                                 |
| 이전                     | 주말엔 김윤주와               | 다음                                                            |
| CBS 저녁종합뉴스         | 주말엔 김윤주와               | 박재홍의 오늘하루(월~토) 새롭게 하소서(일)                      |
| 오후 6시 ~ 오후 6시 15분 | 오후 6시 15분 ~ 오후 7시 55분 | 오후 8시 5분 ~ 오후 9시(월~토) 오후 8시 5분 ~ 오후 8시 35분(일) |
|                          | 정시 CBS 노컷뉴스             | 55분 조한욱의 오늘 정시 CBS 노컷뉴스                            |